# Betlémská kaple
Betlémská kaple je kaple na Betlémském náměstí pražského Starého Města zasvěcená památce betlémských nemluvňátek. Původní kaple, založená roku 1391, zde byla postavena v letech 1391–1394 a byla určena pro kázání v českém jazyce. Kázal zde mistr Jan Hus a další husitští kněží. Poté kaple vystřídala řadu jiných určení, zchátrala a roku 1786 byla proto z větší části zbořena. Znovu vybudována byla v 1. polovině 50. let 20. století jako památník husitského hnutí s využitím všech zachovaných částí a rytin zobrazujících její podobu v průběhu staletí. Obnovená kaple slouží také jako slavnostní aula Českého vysokého učení technického v Praze, v jehož majetku se nachází, dále např. Univerzity Jana Amose Komenského v Praze, Unicorn College v Praze nebo Vysoké školy chemicko-technologické v Praze.

## Historie

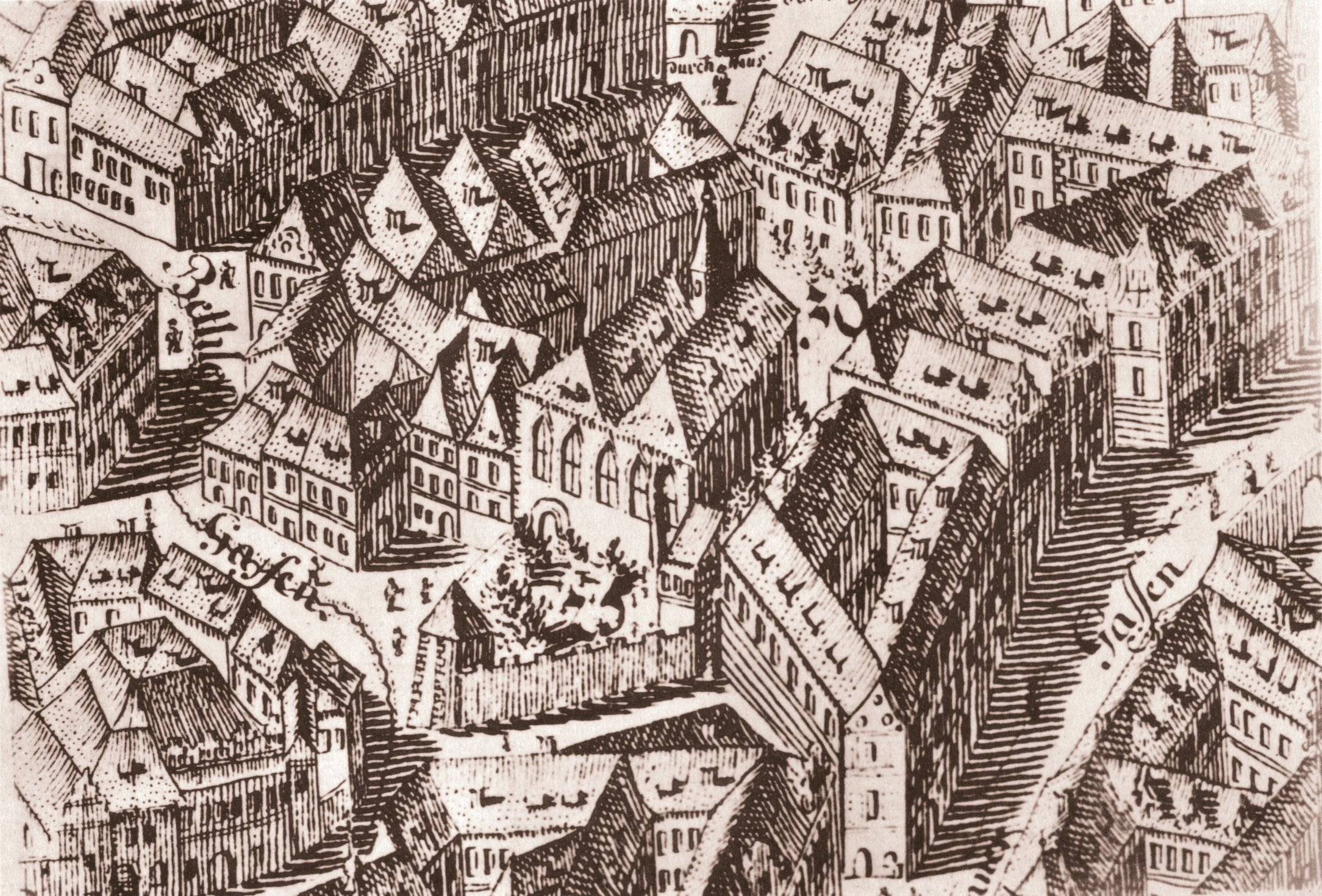
Betlémská kaple a její okolí na rytině J. D. Hubera z let 1765–1769. Vyobrazení však není zcela přesné (chybně zakreslených pět oken v průčelí respektovali i autoři rekonstrukce objektu v 50. letech 20. století).

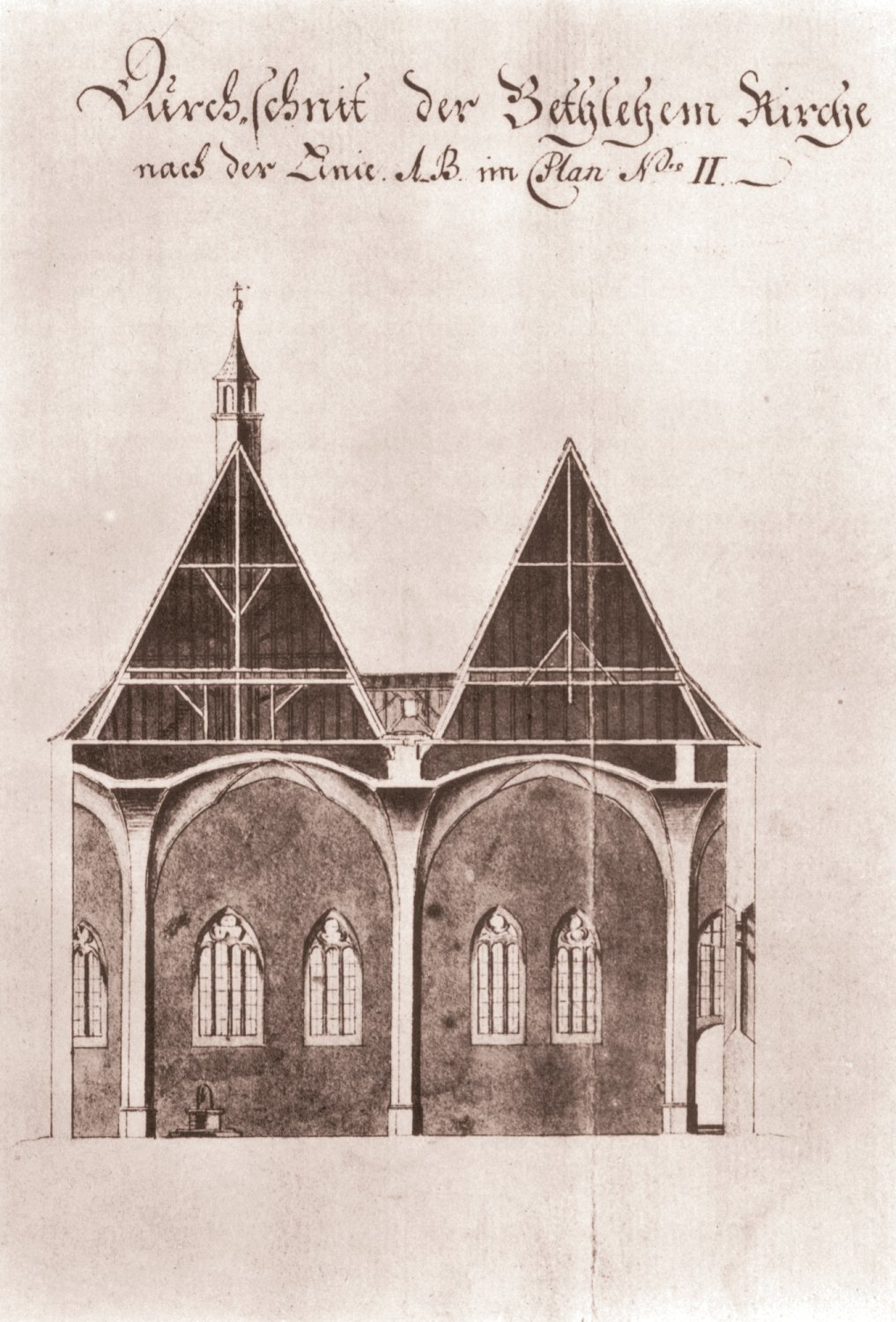
Řez Betlémskou kaplí od F. L. Hergeta z roku 1785 se zakreslenými okny jižního průčelí a studnou (průčelní stěna zde vzhledem k lichoběžnému půdorysu kaple není zachycena celá)

### Vznik kaple a její poslání
Betlémská kaple byla založena zakládací listinou z 24. května 1391 Hanušem z Mühlheimu a Janem Křížem. Stavba kaple probíhala v letech 1391 až 1394. Kaple byla určena výhradně pro kázání, a to kázání v mateřském jazyce, tj. v češtině. To, že nešlo o prostor určený k bohoslužbám (slavení eucharistie) bylo vyjádřeno jak termínem „kaple“, tak stavebně, neboť budova neměla žádný presbytář. Později, už v době Husova uvěznění v Kostnici, však došlo i ke slavení eucharistie, a to pochopitelně sub utraque specie, česky „pod obojí způsobou“. Dokladem této skutečnosti je mj. dodnes dochovaná nika, která velmi pravděpodobně fungovala jako sanktuář.
Nejvíce je Betlémská kaple spojována s působením Jana Husa. Ten se stal jejím správcem 14. března 1402 a od té doby zde kázal. Za bouře proti odpustkům v roce 1412 byli v kapli jako mučedníci slavnostně pohřbeni tři jeho stoupenci (Martin, Jan a Stašek), kteří byli popraveni, protože se slovně bouřili proti hlásání odpustků. Poslední Husovo kázání v Betlému se klade do února 1413. Jan Hus byl zároveň v letech 1409–1410 rektorem pražské univerzity, a tak začala být Betlémská kaple spojována s univerzitou. Na kázání do kaple často chodila i druhá manželka Václava IV., královna Žofie Bavorská.

### Pozdější dějiny kaple
V pozdním středověku a po celou dobu renesance sloužila kaple v podstatě jako regulérní farní kostel. Přitom byl často připomínán odkaz Jana Husa. Roku 1521 zde kázal Tomáš Müntzer. Roku 1548 byla kaple nákladně obnovena „pro čest a chválu boží a slavné paměti Mistra Jana Husa“. V té době zde také byla pohřbena celá řada významných pražských měšťanů. Po Majestátu Rudolfa II. její správu převzala Jednota bratrská. Roku 1622 odevzdal Ferdinand II. Betlémskou kapli Tovaryšstvu Ježíšovu, které tehdy spravovalo celou pražskou univerzitu. Už roku 1638 ji byli jezuité nuceni univerzitě postoupit, ale roku 1661 ji opět spolu s nedalekými budovami Nazaretské a Loudovy koleje za 3200 zlatých získali, neboť zde postupně vznikal areál jezuitského Semináře svatého Václava. Po zrušení jezuitského řádu roku 1773 fungovala Betlémská kaple jako filiální kostel k nedalekému kostelu svatého Jiljí, ale roku 1786 byla pro svůj špatný stav z větší části zbořena, zůstala víceméně jen torza obvodových zdí. Několik desetiletí sloužila prázdná parcela jako sklad dřeva. V letech 1836–1837 zde byl postaven třípodlažní činžovní dům. U příležitosti pětistého výročí Husovy smrti v roce 1915 se Betlémskou kaplí zabýval historik architekt Alois Kubíček. Z protokolu magistrátní stavební komise z roku 1836 vyčetl, že pro novostavbu domu čp. 255, vzniklém v místech bývalé kaple, má být použito starého zdiva, a to až do výše druhého patra. To se potvrdilo v roce 1919, kdy Kubiček z vlastní iniciativy a bez jakékoliv oficiální podpory v domě našel stavebním průzkumem pomocí sond mj. i zbytky gotického ostění gotického okna. Po únoru 1948 z podnětu Zdeňka Nejedlého rozhodnuto o obnově kaple a obytný dům byl znárodněn a demolován.

### Rekonstrukce kaple a současné využití
Rekonstrukci kaple na místě vyvlastněného domu projektoval architekt Jaroslav Fragner na objednávku představitelů komunistického režimu, který část svojí legitimity zakládal na svébytné interpretaci husitského dědictví. Fragner sám o této rekonstrukci napsal, že: „smyslem obnovy nebyla regenerace památky jakožto účelového zařízení, nýbrž vyzdvižení památníku českého husitství“. Rekonstrukce probíhala mezi lety 1950 a 1952.
Kapli, sloužící z valné části socialistické propagandě ale i jiným veřejným účelům, v roce 1987 převzalo České vysoké učení technické v Praze. Po rekonstrukci byla 26. května 1992 znovu otevřena pro veřejnost. Konají se zde imatrikulace, promoce studentů, jmenování profesorů do funkce a různé další akce. V kapli se mj. pravidelně konají vzpomínkové ekumenické bohoslužby.
V souvislosti s 600. výročím úmrtí Mistra Jana Husa v roce 2015 byl do zvonice Betlémské kaple umístěn nový bronzový zvon a na jižní fasádu byly instalovány destičky, jimiž se za slunečného počasí promítá na stěnu nápis „Za pravdu“.

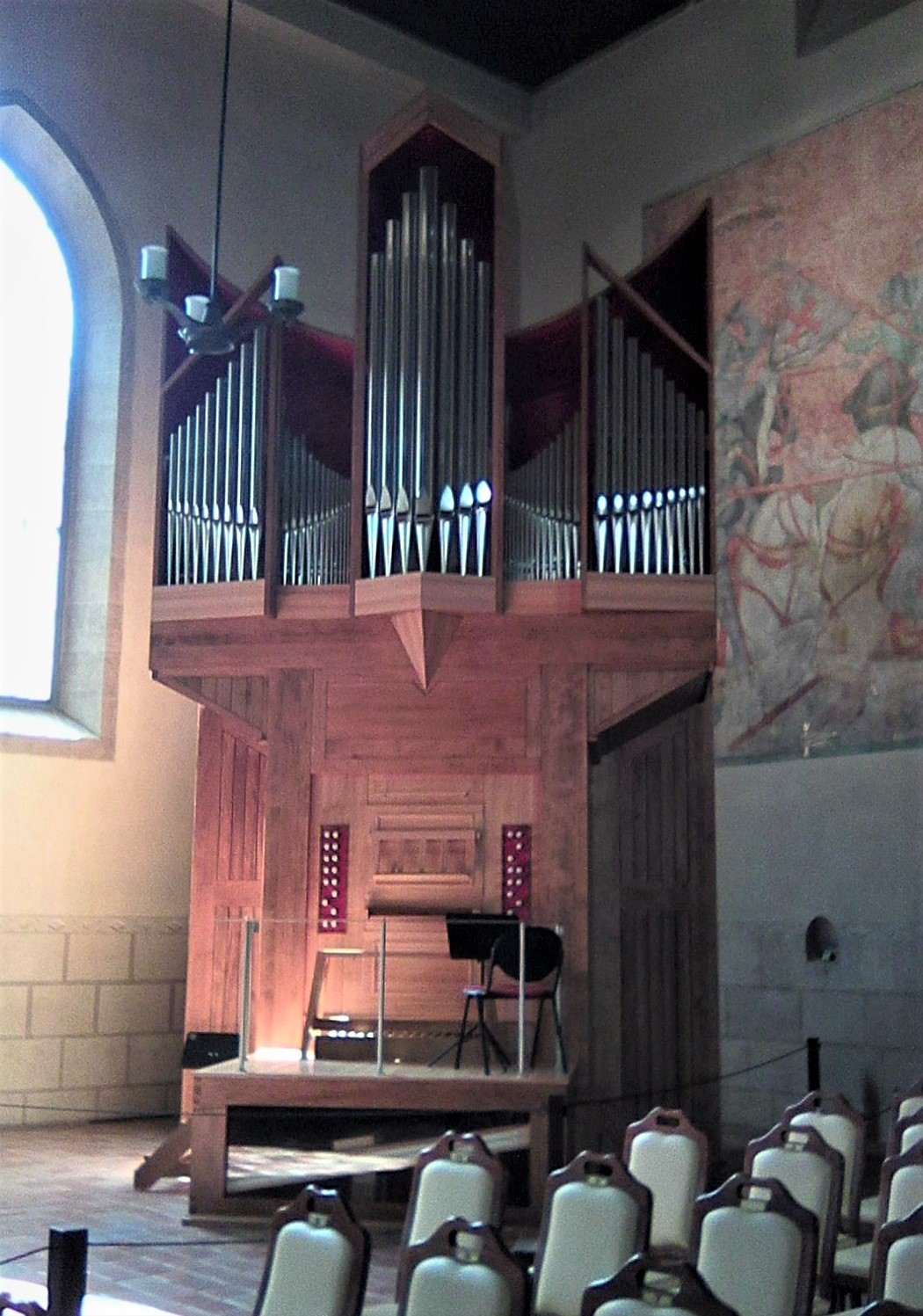

V roce 2021 byly v kapli instalovány unikátní píšťalové varhany. Veřejnosti byly představeny na Vánočním koncertu ČVUT dne 14. prosince 2021. Varhany vyrobil renomovaný varhanář Vladimír Šlajch, na novém nástroji zahrál varhaník a pedagog Akademie múzických umění Jaroslav Tůma. Varhany jsou jednomanuálové, mají 26 rejstříků a pedál. Skříň byla vyrobena ze smrkového dřeva. Realizace se podařila díky veřejné sbírce uspořádané spolkem Alumni, tváří této finanční sbírky byla Eva Jiřičná a sbírka probíhala od roku 2014.

## Stavební proměny objektu

### Původní podoba kaple

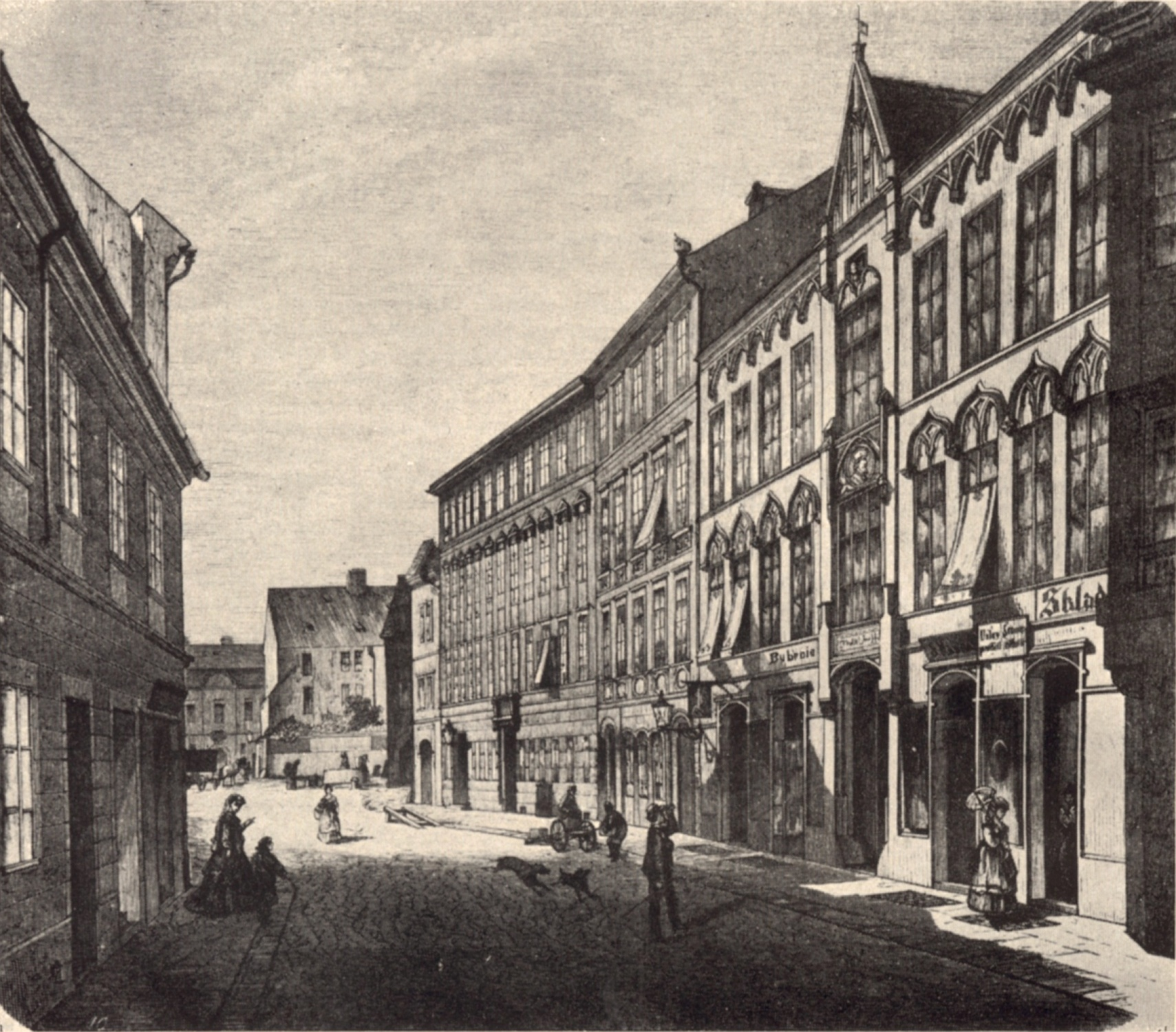
Pohled do Betlémského náměstí v roce 1869. Třetí dům zprava stojí na místě Betlémské kaple a s využitím jejího zdiva

Budova kaple vznikla z větší části na zahradě navazující na dvůr Křížova domu ležícího v Dominikánské (dnes Husově) ulici. Křížův dům je dodnes v přestavěné podobě dochován jako čp. 238 a 239. Menší část kaple pak vznikla na přilehlé části hřbitova, který se rozkládal kolem kostela svatého Filipa a Jakuba. Tento románský, goticky přestavěný farní kostel se rozkládal na části plochy dnešního Betlémského náměstí.

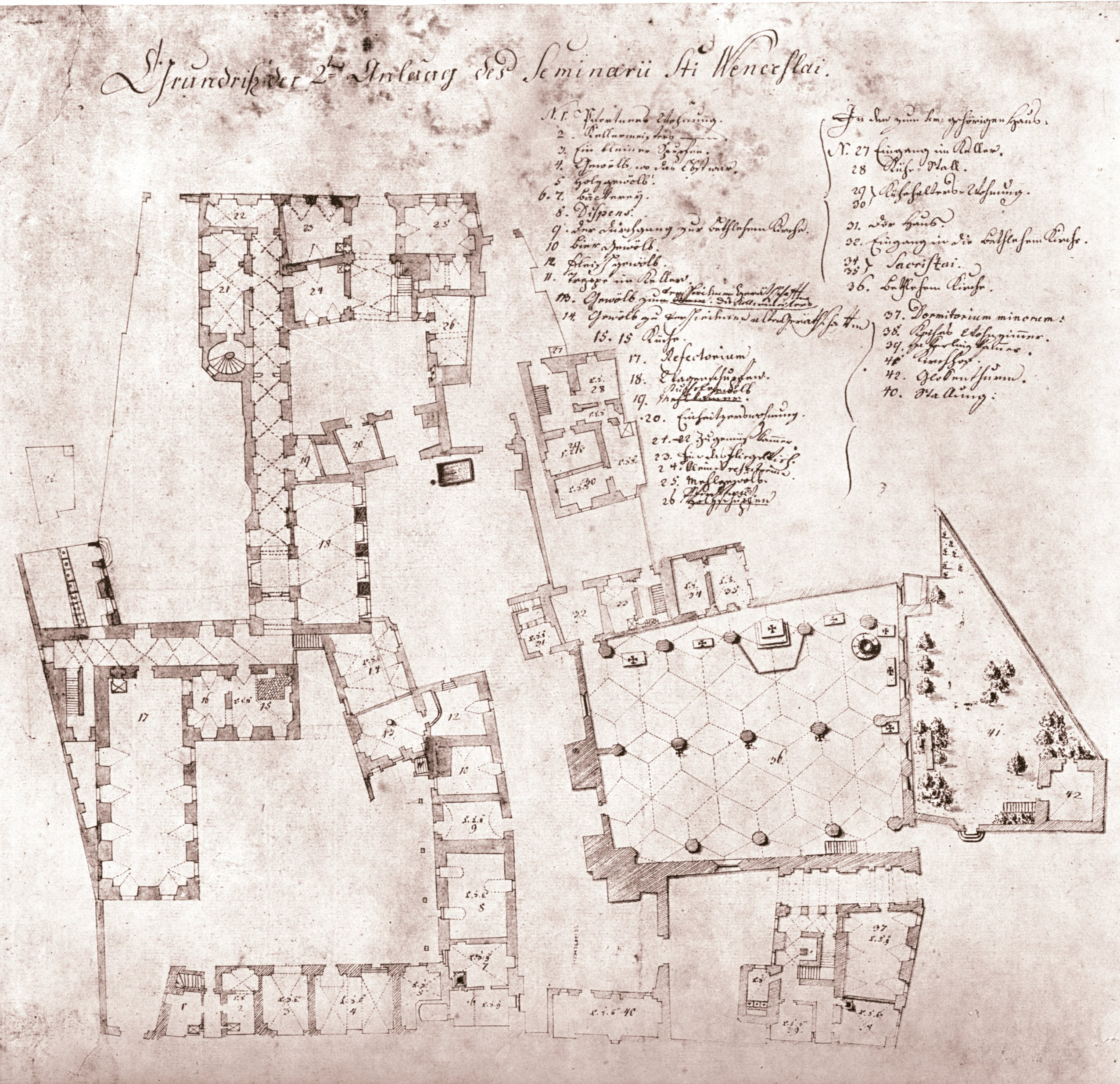
Půdorysný plán semináře sv. Václava s Betlémskou kaplí (z roku 1783)

Mezi Křížovou zahradou a Křížovým domem se nalézal objekt sladovny s rozlehlým sklepem. Ten byl proměněn na tzv. Dům kazatelů obsahující též sakristii kaple.
Samotná Kaple dostala velmi nepravidelný tvar, který byl důsledkem požadavku na co největší užitnou plochu. S tím souvisí zmíněný zábor části přilehlého hřbitova, proti němuž důrazně protestoval farář kostela svatého Filipa a Jakuba. Spor vyřešil až zásah konzistoře.
Stavba byla v podstatě ze všech stran obestavěna zástavbou, neboť cca 2 metry před současným průčelím do dnešního Betlémského náměstí stál zmíněný kostel a hřbitov. Hlavní vstup do Betlémské kaple tvořil malý portál v levé části průčelí. Není zcela jasné, jak byly ukončeny střechy. Je pravděpodobné, že dvojice štítů měla odlišnou podobu nebo že zde již od počátku byla dvojice valbových střech, jak to ukazuje například Huberův plán Prahy z let 1765–69 i dochovaná zaměření. Další odlišností současné podoby od původního stavu je jiný počet oken v průčelí. Jak opět dokládají historické plány, bylo jich zde původně šest, ale okno nad portálem omylem nebylo rekonstruováno. Okna byla velmi pravděpodobně od počátku vybavena kružbami.
Interiér stavby byl obnoven zřejmě relativně přesně. Už původní architektura kaple byla velice strohá a jednoduchá. Kubický prostor byl již původně zastropen trámovým stropem neseným pilíři či spíše dřevěnými sloupy.

### Následné stavební proměny kaple
Kaple byla v roce 1548 přestavěna. Zřejmě při této přestavbě byla opatřena pozdně gotickou síťovou, žebrovou klenbou, která však v té době byla už v podstatě anachronickým stavebním prvkem. Není proto zcela vyloučeno, že tato klenba vznikla dříve, snad někdy v patnáctém století. Není také zcela jasné, kdy zanikl kostel svatého Filipa a Jakuba, jehož zbytky odhalil roku 1948 archeologický průzkum. Hřbitov však byl zachován až do zrušení kaple. Roku 1572 zde byla vybudována zvonice. Dům kazatelů byl též rozšířen a stal se v podstatě regulérní farou.
Na počátku osmnáctého století byla kaple obnovena a opatřena sochařskou výbavou z dílny Matyáše Bernarda Brauna. Až do demolice roku 1786 však zůstala dochována v pozdně středověké podobě.

### Rekonstrukce kaple
Roku 1836–37 postavený klasicistní činžovní dům čp. 255 byl roku 1948 demolován, stejně jako větší část vedlejšího domu čp. 256, který v sobě obsahoval významné relikty tzv. Domu kazatelů.
Při rekonstrukci byly použity dochované části obvodového zdiva, které byly vyztuženy železobetonovými pilíři. Protože byl demolovaný činžovní dům zcela podsklepen, byl vytvořen pod celou kaplí suterén. Při rekonstrukci kaple bylo použito nejen poznatků ze stavebně-historického a archeologického průzkumu (který mj. přinesl objev základů kostela svatého Filipa a Jakuba), ale také dochovaných historických plánů ze sedmnáctého a osmnáctého století.
Způsob obnovy plně odpovídal přístupu běžnému v památkové péči padesátých let, kdy byl veliký důraz kladen na rozsáhlé a nákladné rekonstrukce preferující především gotickou a renesanční podobu staveb a pokládající mladší stavební periody, především 19. a 20. století, za úpadkové.
V tomto konkrétním případě však rekonstrukce měla své opodstatnění v historickém významu Betlémské kaple a v poměrně uceleném souboru informací o její stavební podobě. Navíc se jí zúčastnil významný a zkušený architekt Jaroslav Fragner, jehož přínos pro obnovu kaple byl velmi důležitý. Přesto se nepodařilo zcela zabránit omylům a chybám.

## Interiér

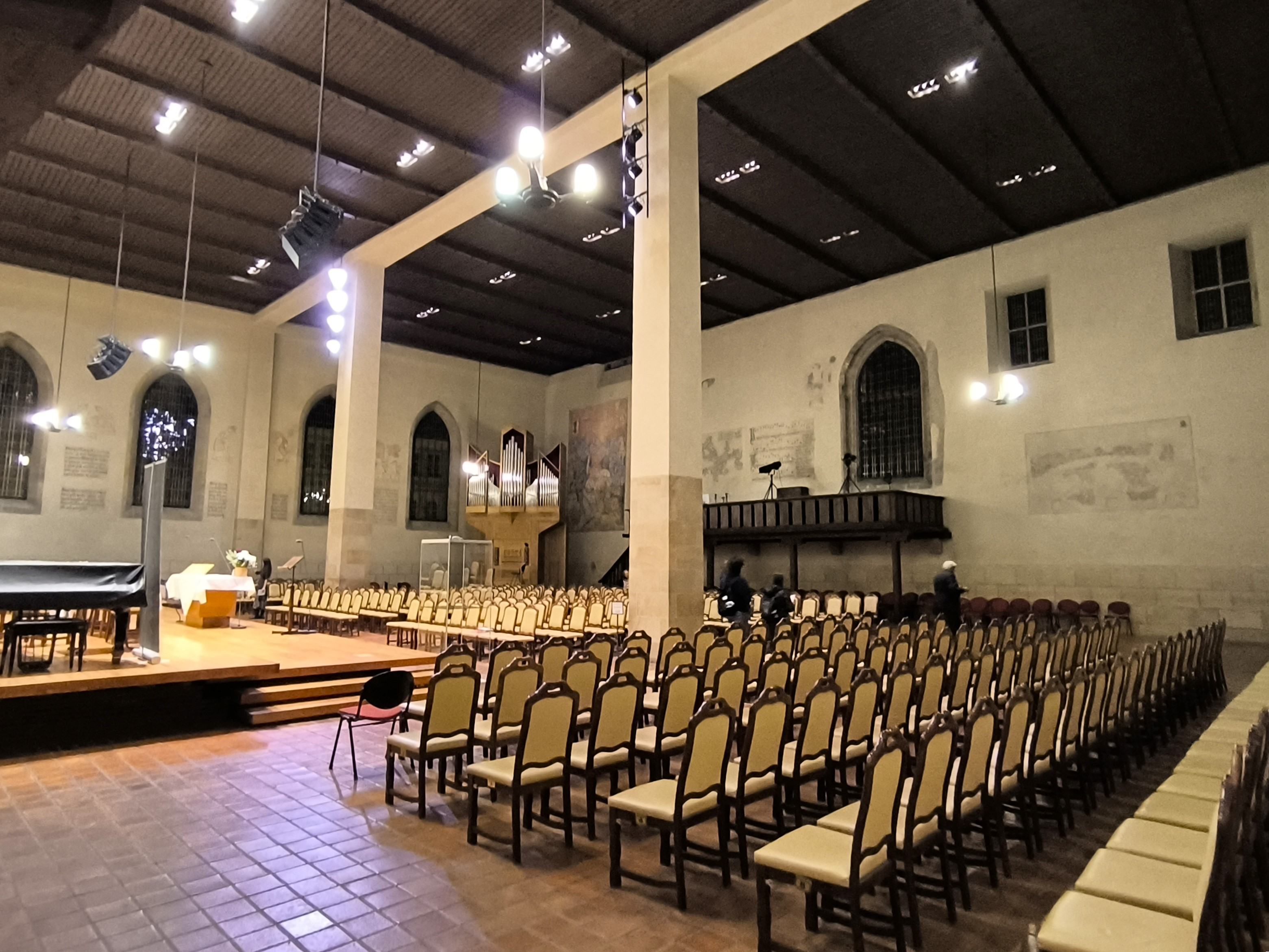
Interiér od jihozápadu

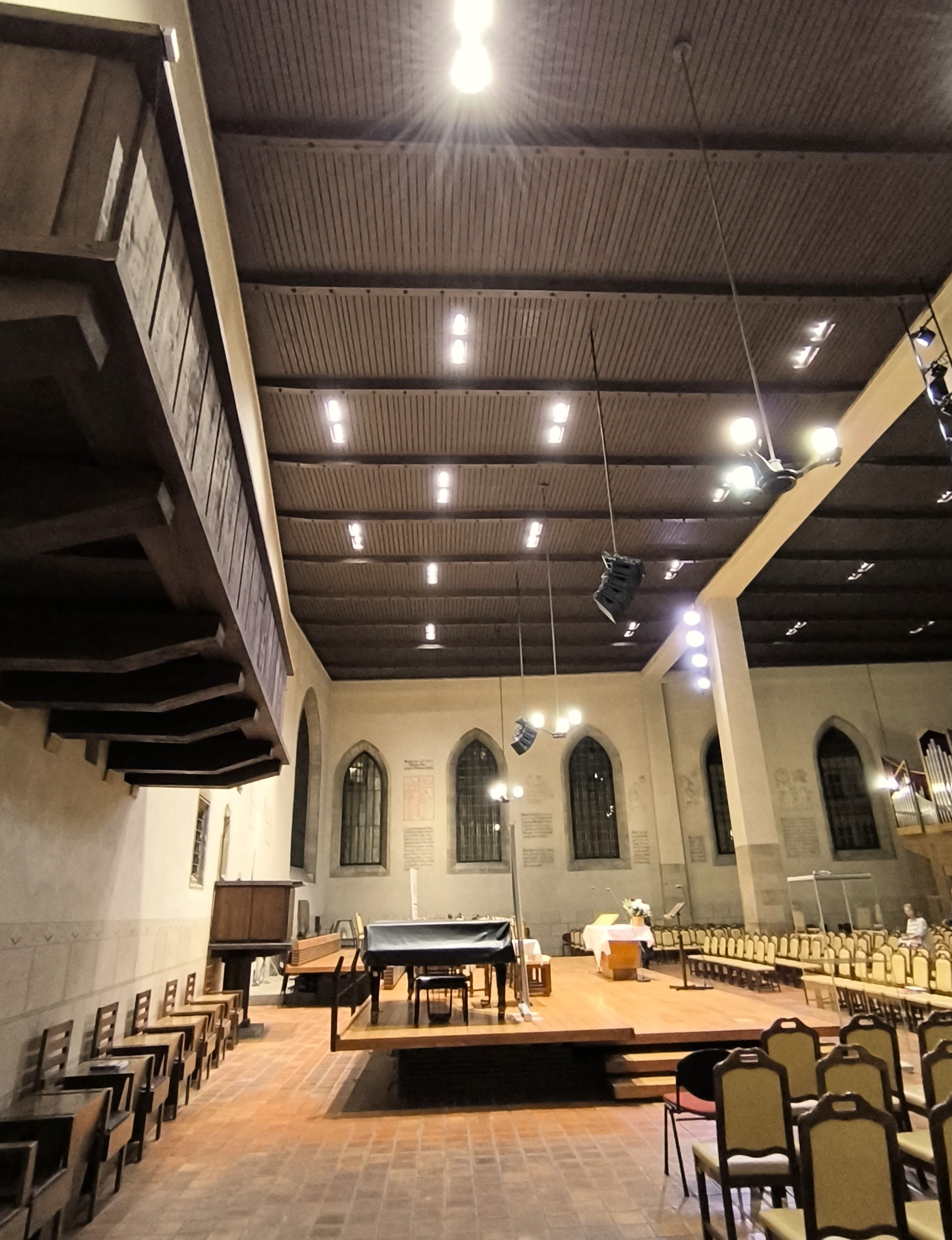
Interiér od jižních vrat

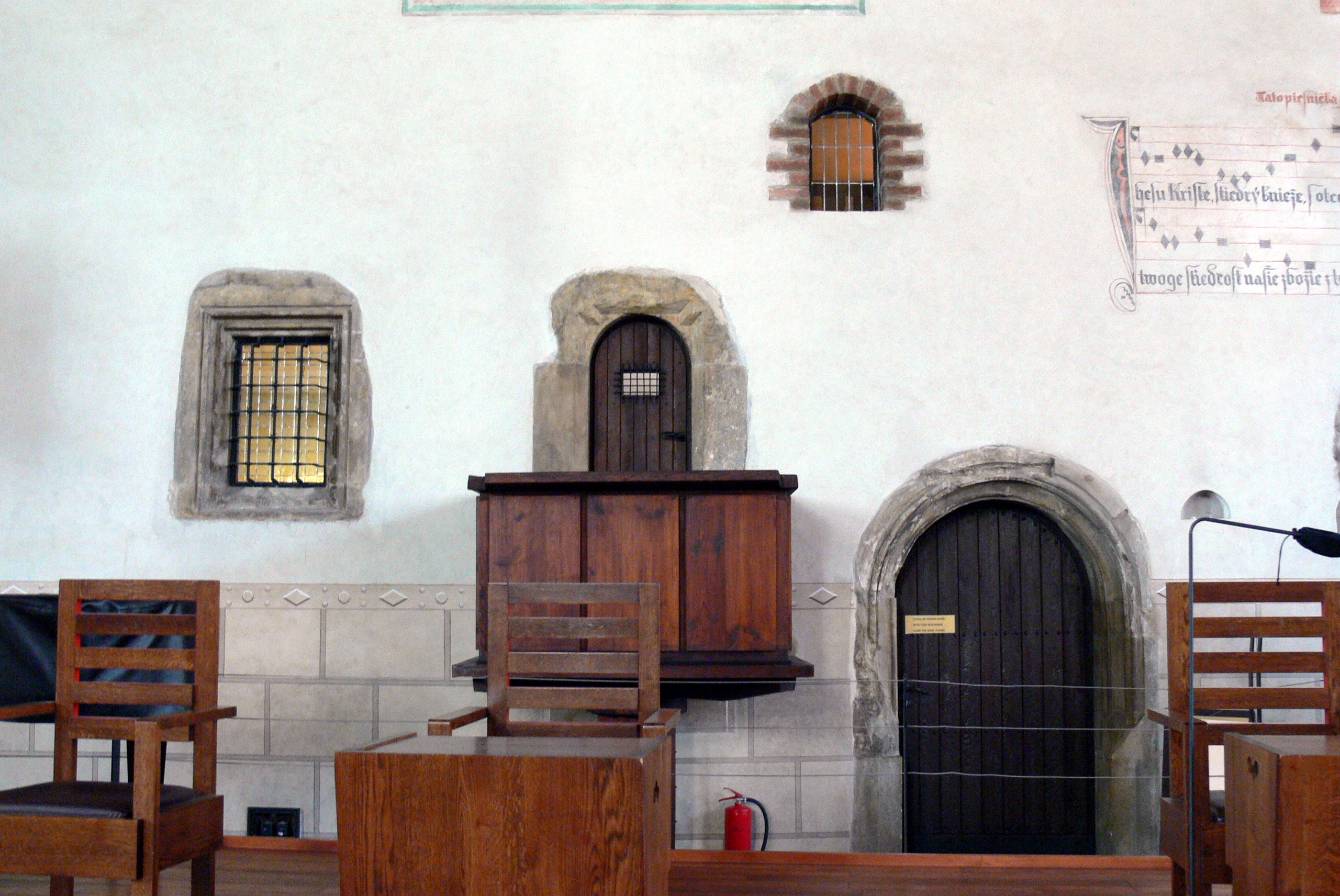
Obnovená kazatelna a dochovaná kamenná ostění.

Interiér tvoří síňový prostor s dřevěným trámovým stropem, neseným dvěma betonovými pilíři na místě pilířů původních. Z původních architektonických prvků jsou zachovány (v poškozeném stavu) ve východní stěně kamenný otvor sanktuária, portály z Domu kazatelů (přízemní profilovaný a na vyvýšenou kazatelnu), obdélné okénko a cihlový portál na oratoř kramáře Kříže. V západní stěně pak dvě obdélná okénka dělená kamenným gotickým křížem. V kapli byla obnovena studna a vyvýšená dřevěná kazatelna, Křížova oratoř a zpěvácká kruchta.
Na stěnách se zachovala malá torza dobových nápisů (Husovy a Jakoubkovy texty). Novodobě jsou stěny opatřeny nástěnnými malbami dle Jenského kodexu, Velislavovy bible, Richenthalovy kroniky a písněmi z Jistebnického kancionálu a dobovými texty.
Tři renesanční náhrobní desky: Matouše Collina z Chotěřiny (†1566), lékaře Adama Zalužanského (†1613), Jana Tejfla z Cejlperku a jeho ženy Estery Tejflové ze Štrejnfeldu (†1606) byly přestěhovány do Lapidária Národního muzea.